# Catherine Pegge
Catherine Pegge (1635 circa) fu per lunghi anni amante del re d'Inghilterra Carlo II.
Dal sovrano ebbe due figli, Charles FitzCharles, I conte di Plymouth e Catherine FitzCharles.
Figlia di esponenti di classi sociali elevate, seguì la famiglia nell'esilio presso la città belga di Bruges e fu proprio in questa città che iniziò la sua relazione con il sovrano.